# NGC 3217
NGC 3217 é uma galáxia espiral (Sc) localizada na direcção da constelação de Leo. Possui uma declinação de +10° 57' 35" e uma ascensão recta de 10 horas, 23 minutos e 32,6 segundos.